# Lecanora mughicola
Lecanora mughicola är en lavart som beskrevs av Nyl. Lecanora mughicola ingår i släktet Lecanora och familjen Lecanoraceae.  Arten är reproducerande i Sverige. Inga underarter finns listade i Catalogue of Life.